# Hubertine Auclert

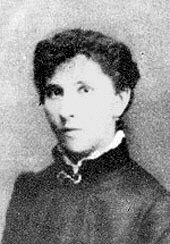
Hubertine Auclert

Hubertine Auclert, född 10 april 1848 i Saint-Priest-en-Murat i Allier, död 4 augusti 1914 i Paris, var en fransk feminist.
Auclert framförde krav på ett nytt slags "moderskapsstat" som skulle erbjuda moderskapsförsäkring och barnbidrag finansierade av ett slags faderskapsskatt som männen betalade. Hon sökte anpassa sina idéer efter samtidens normer och hävdade att moderskapet var en patriotisk tjänst av samma dignitet som militärtjänsten. Därför måste staten subventionera moderskapet. Det var hon som myntade termen "feminist". 
Auclert kopplade även samman kampen för kvinnlig rösträtt med kvinnans nationella roll i kolonierna. Åren 1888–1892 skrev hon artiklar om livsvillkoren för kvinnorna i Algeriet. De vita kvinnornas närvaro i kolonierna genom den koloniala administrationen skulle verka upphöjande på de arabiska kvinnorna. Hon ville emellertid inte ge rösträtt åt "infödingarna", varken män eller kvinnor, innan de franska kvinnorna hade fått rösträtt.